# Красный Двор (Вологодский район)
Красный Двор — деревня в Вологодском районе Вологодской области.
Входит в состав Новленского сельского поселения (с 1 января 2006 года по 8 апреля 2009 года входила в Нефедовское сельское поселение), с точки зрения административно-территориального деления — в Нефедовский сельсовет.
Расстояние до районного центра Вологды по автодороге — 88 км, до центра муниципального образования Новленского по прямой — 19 км. Ближайшие населённые пункты — Гуреево, Аристово, Фалелеево, Первомайский, Ивлевское, Рословское, Куркино.
По переписи 2002 года население — 2 человека.